# Эрберг, Ханс
Ханс Хеннинг Эрберг (Орберг) (дат. Hans Henning Ørberg; 21 апреля 1920, Андст, Дания — 17 февраля 2010, Грено, Дания) — датский лингвист-латинист. Автор получившего всемирную известность учебника латинского языка, основанного на методе контекстного погружения.

## Биография
Родился в Дании. Получил степень магистра искусств по английскому, французскому и латинскому языкам в Копенгагенском университете. Большую часть своей жизни (1946—1952 и 1961—1989) посвятил преподаванию этих языков в учебных заведениях Дании, в частности, в 1963—1989 в Гимназии Грено (Grenaa).
В 1953—1961 работал в Институте изучения языка естественным методом (Naturmetodens Sproginstitut), где и создал свой курс «Латинский язык, объяснённый на естественных началах» (Lingua Latina secundum naturae rationem explicata, 1955). В 1990 г. он существенно переработал курс и изменил его название.
Будучи на пенсии, возглавлял издательство Domus Latina, читал лекции в Европе и США о своём естественном методе.

## Учебник
Прославивший Эрберга учебник Lingua Latina per se illustrata («Латинский язык, преподаваемый непосредственно», то есть без вспомогательных текстов или помет на другом языке) основан на методе контекстной индукции. Это означает, что студент, не имеющий ранее опыта общения с латинским языком, начинает с простых выражений, таких как Rōma in Italiā est (Рим (есть) в Италии). Постепенно вводятся новые слова, смысл которых, как правило, ясен в контексте (в крайнем случае — иллюстрируется рисунками), а грамматика даётся поступенчато и иллюстрируется примерами на полях, а не объёмистыми грамматическими таблицами. Постепенно сложность материала нарастает, пока учащиеся не становятся способными читать неадаптированные латинские тексты, из подборки которых состоит вторая часть учебника.
Хотя существует множество подобного рода учебников для живых языков мира (в частности, Enterprise, Inside Out и др. для английского языка), новаторством было создание такого рода учебника для мёртвого языка.